# Créole vénézuélien
Le créole vénézuélien (Patuá ou Patwa) est un créole de base lexicale française variante du créole antillais (spécifiquement du créole français de Trinité-et-Tobago ou créole trinidadien) parlé dans l'est du Venezuela, dans l'état de Sucre, dans des populations du golfe de Paria (Güiria, Macuro et Irapa), dans l'état Bolívar avec le village d'El Callao et quelques localités dans l'État Delta Amacuro. 
Il a aussi maintenu des influences d'autres variétés des créoles antillais de Martinique et de Guadeloupe et de l'anglais de la Trinité-et-Tobago, grâce aux échanges culturels avec les Petites Antilles qu'il y a eu par le passé, ainsi qu'une petite part du lexique castillan.
Étant une variété du créole français de Trinité-et-Tobago (CTF), il ne se trouve pas dans la liste de Ethnologue (2009) comme variété nationale indépendante. C'est une langue en danger d’extinction puisqu'il reste très peu de locuteurs, lesquels sont soit d'âge devancé, soit des noyaux familiaux ou des petites communautés dans quelques plantations.
Il est aussi présent dans la musique typique du carnaval antillais, le calypso et dans la gastronomie telles que des plats locaux comme le Kalalu (guiso avec des végétaux et de la viande), Tarkari ou Talkari (ragoût de viande avec curry), Pelau ou Pelao (ragoût de riz habillé), Banan pilé (boule de banane, voir Fufu) et boissons aussi bien que le Mabí (boisson fermentée fait d'écorces et racines de plantes).
Il a été nommé patrimoine culturel du Venezuela, dans la Gaceta Officiel le 19 novembre 2014, comme héritage de la culture afrodescendant comme langue créole pratiquée au Venezuela depuis la fin du XVIIIe siècle.

## Bref vocabulaire

### Les jours de la semaine
- Lendí = Lundi
- Mandí = Mardi
- Mecuedí = Mercredi
- Yedí = Jeudi
- Vandedí = Vendredi
- Sandí = Samedi
- Dimash = Dimanche

### Nombres
- 1 I'on = Un
- 2 De = Deux
- 3 Tua = Trois
- 4 Cat = Quatre
- 5 Cenc = Cinq
- 6 Sis = Six
- 7 Manche = Sept
- 8 Yuit = Huit
- 9 Nef = Neuf
- 10 Dis = Dix

- Bon yu = Bon jour (salutation) ou Bonjour
- Bon sua = Bonsoir
- Bon nuit = Bonne nuit
- Mindí = Midi
- Me nuit = Minuit
- coman ou yé = Comment ça va ?
- Mue Bie = Très bien

### Expressions culturelles

#### Do do pití popó
| Patua                 | Français                              |
| --------------------- | ------------------------------------- |
| Do, do, pití popó.    | fais dodo, petite poupée.             |
| Popó mué pa vlé domí  | Ma poupée ne veut pas dormir,         |
| Do, do, pití popó     | fais dodo, petite poupée.             |
| Sucuyá pa ke viní     | La sorcière ne viendra pas.           |
| Do, do, pití popó.    | fais dodo, petite poupée.             |
| Si Pití popó pa dodó, | Si la petite poupée ne fait pas dodo, |
| Go macu Chat la       | Le grand matou                        |
| Kai manye’I           | va la manger.                         |